# سان-ديديي-سور-شالارون
سان-ديديي-سور-شالارون (بالفرنسية: Saint-Didier-sur-Chalaronne)‏ هي بلدية فرنسية تقع في إقليم آن. رمز إنسي لها هو:1348. أما الرمز البريدي لها فهو: 1140.